# Титаноніоботанталати
Титаноніоботанталати — рідкісні мінерали, сполуки солей титанової кислоти. В них звичайно ніобій значно переважає над танталом. У мінералогії розглядаються як складні оксиди (напр., евксеніт — (Y, Er, Ce, U, Pb, Ca) [(Nb, Ta, Ti)2(O, OH)6]).
Назва - за хім. складом.